# Convocazioni all'European League femminile 2017
Elenco delle giocatrici convocate per l'European League 2017.

## Albania
| N° | Nome              | Ruolo | Data di nascita | Squadra          |
| -- | ----------------- | ----- | --------------- | ---------------- |
| -  | Altin Martiri     | All   | 19 aprile 1971  | -                |
| 1  | Erblira Bici      | S/O   | 27 giugno 1995  | Mondovì          |
| 3  | Esmeralda Tuci    | S     | 7 marzo 1986    | Partizani Tirana |
| 4  | Amela Qershia     | P     | 22 luglio 2000  | Vllaznia         |
| 6  | Maria Sade        | C     | 8 ottobre 1997  | -                |
| 7  | Joana Kushi       | C     | 6 gennaio 1999  | Tirana           |
| 8  | Romina Matoshi    | S     | 8 aprile 1993   | Teuta            |
| 9  | Cindy Marina      | P     | 18 luglio 1998  | Duke             |
| 10 | Ergysa Blloku     | S/O   | 21 maggio 1990  | Partizani Tirana |
| 11 | Arjola Prenga     | S     | 9 maggio 1986   | -                |
| 12 | Sava Thaka        | C     | 20 aprile 1992  | -                |
| 14 | Xhozafa Sejfullai | L     | 29 aprile 1984  | Tirana           |
| 16 | Artiola Rexhepi   | S     | 28 gennaio 2000 | Teuta            |
| 17 | Madona Ulaj       | S     | 29 aprile 1996  | Lecco Picco      |
| 18 | Amarilda Sijoni   | L     | 19 luglio 1981  | -                |

## Austria
| N° | Nome                  | Ruolo | Data di nascita  | Squadra        |
| -- | --------------------- | ----- | ---------------- | -------------- |
| -  | Svetlana Ilić         | All   | 12 agosto 1972   | -              |
| 1  | Lena Stockhammer      | P     | 7 luglio 2001    | ASKÖ Linz-Steg |
| 3  | Patricia Teufl        | L     | 15 ottobre 1991  | ASKÖ Linz-Steg |
| 5  | Anna Maria Bajde      | P     | 8 dicembre 1994  | Suhl           |
| 6  | Eva Dumphart          | C     | 14 luglio 1991   | Graz           |
| 7  | Sophie Wallner        | L     | 17 gennaio 1989  | -              |
| 8  | Katharina Holzer      | S     | 29 giugno 1988   | Suhl           |
| 9  | Maria Alexandra Epure | L     | 15 luglio 2000   | -              |
| 10 | Sabrina Müller        | C     | 1º marzo 1993    | -              |
| 11 | Monika Chrtianska     | S/O   | 18 novembre 1996 | Neuchâtel      |
| 12 | Victoria Deisl        | P     | 13 novembre 1999 | PSV Salzburg   |
| 14 | Linda Peischl         | C     | 5 giugno 1996    | -              |
| 15 | Nikolina Maroš        | S/O   | 3 maggio 1997    | ASKÖ Linz-Steg |
| 16 | Srna Marković         | S     | 6 giugno 1996    | Vilsbiburg     |
| 18 | Nina Nesimović        | C     | 8 novembre 1996  | Graz           |
| 19 | Anamarija Galić       | S/O   | 7 gennaio 2001   | Mils           |

## Bielorussia
| N° | Nome                 | Ruolo | Data di nascita   | Squadra             |
| -- | -------------------- | ----- | ----------------- | ------------------- |
| -  | Aliaksandr Klimovič  | All   | 14 marzo 1955     | -                   |
| 1  | Aksana Kavalchuk     | S/O   | 23 novembre 1979  | Minčanka            |
| 3  | Nadzeja Malasaj      | S     | 14 dicembre 1990  | Olympiakos          |
| 4  | Hanna Kalinoŭskaja   | C     | 17 maggio 1985    | PTSV Aachen         |
| 5  | Vera Klimovič        | C     | 29 aprile 1988    | Viesti Salo         |
| 6  | Anastasija Harėlik   | S     | 20 marzo 1991     | Enisej              |
| 8  | Maryna Paulava       | S     | 21 gennaio 1989   | Toruń               |
| 9  | Anastasija Kononovič | P     | 1º maggio 1993    | Minčanka            |
| 10 | Ol'ha Pavljukovskaja | L     | 13 luglio 1998    | PTPS                |
| 11 | Tatsiana Seryk       | S/O   | 24 settembre 1992 | Minčanka            |
| 12 | Hanna Kapko          | P     | 21 maggio 1988    | Poles'ja Mozyrskaja |
| 13 | Darya Ionava         | C     | 29 agosto 1989    | Poles'ja Mozyrskaja |
| 14 | Alena Fedorinčik     | L     | 3 luglio 1993     | Minčanka            |
| 17 | Kryscina Michajlenka | O     | 26 marzo 1992     | İdman Ocağı         |
| 19 | Anzhelika Barysevich | C     | 20 luglio 1995    | Neman Grodno        |

## Finlandia
| N° | Nome                   | Ruolo | Data di nascita   | Squadra     |
| -- | ---------------------- | ----- | ----------------- | ----------- |
| -  | Tapio Kangasniemi      | All   | 7 marzo 1979      | -           |
| 2  | Iida Paananen          | P     | 19 marzo 1994     | Kuusamon    |
| 4  | Noora Kosonen          | S     | 25 settembre 1993 | Viesti Salo |
| 5  | Suvi Kokkonen          | S     | 1º gennaio 2000   | Kuortaneen  |
| 8  | Kaisa Alanko           | P     | 3 gennaio 1993    | Münster     |
| 9  | Saana Koljonen         | L     | 22 agosto 1998    | Vilsbiburg  |
| 10 | Laura Pihlajamäki      | C     | 15 agosto 1990    | Nantes      |
| 11 | Salla Karhu            | S     | 9 aprile 1994     | HPK Naiset  |
| 12 | Piia Korhonen          | S/O   | 12 gennaio 1997   | HPK Naiset  |
| 13 | Ronja Heikkiniemi      | S     | 3 dicembre 1998   | Viesti Salo |
| 14 | Roosa Laakkonen        | C     | 4 giugno 1994     | Kangasala   |
| 15 | Daniela Öhman          | C     | 16 marzo 1997     | Kangasala   |
| 17 | Hillaelina Mäntylä     | L     | 9 giugno 1988     | Viesti Salo |
| 18 | Lotta Piesanen         | S     | 7 dicembre 1997   | Kuusamon    |
| 20 | Rosa Bjärregård-Madsen | C     | 27 maggio 1999    | Kuortaneen  |

## Francia
| N° | Nome                     | Ruolo | Data di nascita   | Squadra              |
| -- | ------------------------ | ----- | ----------------- | -------------------- |
| -  | Félix André              | All   | 21 marzo 1987     | -                    |
| 5  | Pauline Martin           | C     | 20 ottobre 1995   | Béziers              |
| 6  | Marie-France Garreau Dje | C     | 10 aprile 1992    | Le Cannet            |
| 7  | Silvana Dascalu          | C     | 14 maggio 1994    | Saint-Cloud Paris SF |
| 8  | Lucille Gicquel          | S     | 13 novembre 1997  | RC Cannes            |
| 9  | Odette Ndoye             | S     | 25 agosto 1992    | Saint-Cloud Paris SF |
| 10 | Bruna Pezelj             | S     | 15 gennaio 1999   | Monaco               |
| 11 | Eva-Brooklyn Elouga      | C     | 14 ottobre 1999   | -                    |
| 13 | Amandha Sylves           | C     | 29 dicembre 2000  | -                    |
| 14 | Julie de Oliveira        | S/O   | 1º aprile 1995    | Évreux               |
| 15 | Oriane Amalric           | P     | 11 ottobre 1990   | Évreux               |
| 16 | Juliette Fidon           | S     | 28 ottobre 1996   | Évreux               |
| 17 | Alexandra Dascalu        | S/O   | 17 aprile 1991    | Saint-Cloud Paris SF |
| 18 | Alexandra Rochelle       | L     | 14 dicembre 1983  | Béziers              |
| 19 | Nina Stojiljković        | P     | 1º settembre 1996 | Nantes               |
| 21 | Kelly Oublié             | S     | 2 dicembre 1992   | Quimper              |
| 22 | Safiatou Zongo           | S/O   | 14 marzo 1994     | Béziers              |

## Georgia
| N° | Nome                   | Ruolo | Data di nascita  | Squadra               |
| -- | ---------------------- | ----- | ---------------- | --------------------- |
| -  | Paata Ulumbelashvili   | All   | 26 aprile 1967   | -                     |
| 1  | Mariam Gaprindashvili  | C     | 26 aprile 1998   | Politechniki Śląskiej |
| 2  | Nino Koraevi           | L     | 27 giugno 1998   | Tbilisi               |
| 3  | Ana Batsatsashvili     | S     | 2 settembre 2001 | Tbilisi               |
| 4  | Maria Tsarenko         | C     | 12 agosto 1976   | Tbilisi               |
| 5  | Ana Mariam Kipshidze   | P     | 12 maggio 1990   | Tbilisi               |
| 6  | Mariam Beriashvili     | C     | 31 dicembre 2001 | Tbilisi               |
| 7  | Gvantsa Ulumbelashvili | S     | 12 novembre 1999 | ŁKS                   |
| 8  | Julieta Sanadze        | S     | 11 giugno 1996   | Jiko                  |
| 10 | Irina Chelidze         | S     | 17 gennaio 1994  | Jiko                  |
| 11 | Svetlana Sosnovskaya   | S/O   | 9 febbraio 1995  | Tbilisi               |
| 13 | Ann Kalandadze         | S     | 10 dicembre 1998 | Numune DSİ            |
| 14 | Gvantsa Markarashvili  | P     | 14 gennaio 1998  | ŁKS                   |
| 17 | Tinatin Tchautchidze   | C     | 6 dicembre 1991  | Tbilisi               |

## Montenegro
| N° | Nome                 | Ruolo | Data di nascita   | Squadra                 |
| -- | -------------------- | ----- | ----------------- | ----------------------- |
| -  | Dragan Nešić         | All   | 31 luglio 1970    | Târgoviște              |
| 2  | Ana Otašević         | C     | 4 maggio 1987     | Știința Bacău           |
| 3  | Nikoleta Perović     | S/O   | 1º novembre 1994  | Știința Bacău           |
| 4  | Jelena Cvijović      | S     | 30 settembre 1992 | Penicilina Iași         |
| 6  | Evgenija Milivojević | P     | 8 dicembre 1993   | NÖ Sokol/Post           |
| 7  | Marija Milović       | C     | 16 luglio 1989    | Venelles                |
| 8  | Andrea Laković       | C     | 20 febbraio 1989  | Universitatea Timișoara |
| 9  | Tamara Roganović     | P     | 24 giugno 1994    | TENT                    |
| 10 | Elza Hadžisalihović  | S/O   | 23 settembre 1991 | -                       |
| 11 | Danijela Džaković    | S     | 4 maggio 1994     | -                       |
| 12 | Ksenija Ivanović     | S     | 22 maggio 1986    | Telekom Baku            |
| 13 | Dragana Peruničić    | S     | 19 novembre 1992  | Amiens                  |
| 15 | Iva Vujošević        | S     | 18 settembre 1997 | Maryland Eastern Shore  |
| 16 | Anja Pejović         | L     | 16 febbraio 2001  | -                       |
| 22 | Mina Dragović        | C     | 15 febbraio 2000  | -                       |

## Portogallo
| N° | Nome              | Ruolo | Data di nascita   | Squadra         |
| -- | ----------------- | ----- | ----------------- | --------------- |
| -  | Antonio Guerra    | All   | 1º gennaio 1967   | -               |
| 1  | Fabiola Gomes     | L     | 14 ottobre 1989   | Famalicense     |
| 2  | Maria Peneda      | S     | 23 marzo 1997     | Porto 2014      |
| 3  | Barbara Gomes     | S     | 10 marzo 1996     | Porto 2014      |
| 5  | Eliana Durão      | P     | 1º gennaio 1997   | Castêlo da Maia |
| 8  | Vanessa Rodrigues | P     | 28 dicembre 1987  | Famalicense     |
| 9  | Gabriela Coelho   | S     | 1º settembre 1997 | Saõ Mamede      |
| 10 | Marta Hurst       | S     | 7 luglio 1992     | Barcellona      |
| 11 | Joana Resende     | L     | 23 febbraio 1991  | Porto 2014      |
| 12 | Juliana Antunes   | S     | 7 gennaio 1985    | Leixões         |
| 13 | Neusa Neto        | C     | 18 gennaio 1994   | Belenenses      |
| 14 | Aline Rodrigues   | C     | 5 settembre 1988  | Porto 2014      |
| 15 | Júlia Kavalenka   | S/O   | 2 marzo 1999      | José Moreira    |
| 16 | Carina Moura      | C     | 17 ottobre 1993   | Famalicense     |
| 18 | Vanessa Paquete   | S/O   | 31 marzo 1995     | Ribeirense      |

## Slovacchia
| N° | Nome                | Ruolo | Data di nascita  | Squadra           |
| -- | ------------------- | ----- | ---------------- | ----------------- |
| -  | Marek Rojko         | All   | 29 luglio 1977   | Královo Pole      |
| 1  | Miroslava Kuciaková | S     | 31 gennaio 1989  | Calais            |
| 2  | Karin Palgutová     | S     | 12 febbraio 1993 | Lugano            |
| 3  | Dominika Valachová  | L     | 4 giugno 1986    | Vandœuvre Nancy   |
| 4  | Dominika Drobňáková | S     | 4 giugno 1992    | Venelles          |
| 5  | Erika Salanciová    | S     | 14 giugno 1991   | Královo Pole      |
| 6  | Barbora Koseková    | P     | 22 novembre 1994 | Královo Pole      |
| 7  | Lenka Ovečková      | P     | 16 novembre 1995 | Bratislavský      |
| 9  | Jaroslava Pencová   | C     | 24 giugno 1990   | BKS               |
| 10 | Nina Herelová       | C     | 30 luglio 1993   | Prostějov         |
| 11 | Michaela Abrhámová  | C     | 31 agosto 1983   | Saint-Raphaël     |
| 13 | Romana Krišková     | S/O   | 2 maggio 1993    | -                 |
| 16 | Nikola Pištěláková  | S/O   | 3 aprile 1994    | Slávia Bratislava |
| 17 | Michaela Španková   | L     | 1º agosto 1999   | UKF Nitra         |
| 18 | Karin Šunderliková  | S/O   | 17 luglio 1999   | Slávia Bratislava |

## Spagna
| N° | Nome              | Ruolo | Data di nascita   | Squadra           |
| -- | ----------------- | ----- | ----------------- | ----------------- |
| -  | Pascual Saurín    | All   | 26 febbraio 1967  | -                 |
| 1  | María Shelegel    | C     | 29 agosto 1993    | Haro              |
| 2  | María José Corral | P     | 1º gennaio 1991   | Saint-Benoît      |
| 4  | Jessica Rivero    | S     | 15 marzo 1995     | Manisa BB         |
| 5  | Alba Sánchez      | S     | 9 settembre 1991  | Évreux            |
| 6  | Ana Correa        | C     | 19 gennaio 1985   | Köniz             |
| 9  | Patricia Llabrés  | L     | 15 aprile 1996    | Haro              |
| 11 | Mabel Caro        | C     | 13 marzo 1992     | Bordeaux-Mérignac |
| 12 | Raquel Brun       | S/O   | 17 settembre 1993 | Haro              |
| 13 | Helia González    | S     | 29 agosto 1985    | Logroño           |
| 15 | Milagros Collar   | S/O   | 15 aprile 1988    | Târgoviște        |
| 16 | María Segura      | S     | 10 aprile 1992    | Pro Victoria      |
| 17 | Ana Escamilla     | S     | 10 luglio 1998    | Alcobendas        |
| 20 | Raquel Lázaro     | P     | 4 gennaio 2000    | Barcellona        |
| 22 | Anna Grima        | C     | 30 gennaio 1998   | Barcellona        |

## Svezia
| N° | Nome                | Ruolo | Data di nascita   | Squadra        |
| -- | ------------------- | ----- | ----------------- | -------------- |
| -  | Guillermo Gallardo  | All   | 2 novembre 1970   | -              |
| 1  | Martina Svensson    | S/O   | 4 novembre 1994   | Hylte/Halmstad |
| 3  | Linda Andresson     | C     | 12 gennaio 1998   | RIG Falköping  |
| 4  | Jonna Wasserfaller  | C     | 20 aprile 1994    | Hylte/Halmstad |
| 6  | Josephine Tegenfalk | P     | 14 dicembre 1988  | Örebro         |
| 7  | Sofie Sjöberg       | L     | 22 agosto 1993    | Örebro         |
| 10 | Isabelle Haak       | S/O   | 11 luglio 1999    | Béziers        |
| 12 | Stina Rix           | S     | 14 giugno 1997    | Hylte/Halmstad |
| 13 | Filippa Hansson     | C     | 15 settembre 1997 | Liberty        |
| 14 | Hanna Hellvig       | S     | 3 febbraio 2000   | RIG Falköping  |
| 15 | Diana Lundvall      | S     | 27 ottobre 1996   | Vilsbiburg     |
| 16 | Vilma Andersson     | P     | 4 dicembre 1999   | RIG Falköping  |
| 18 | Fanny Skogsfors     | C     | 13 maggio 2000    | Gislaved       |
| 19 | Fanny Andersson     | P     | 9 luglio 1996     | Engelholms     |

## Ucraina
| N° | Nome                | Ruolo | Data di nascita   | Squadra           |
| -- | ------------------- | ----- | ----------------- | ----------------- |
| -  | Garij Jegiazarov    | All   | 29 giugno 1962    | -                 |
| 2  | Maryna Degtiarova   | P     | 22 novembre 1993  | -                 |
| 3  | Iryna Truškina      | C     | 3 dicembre 1986   | Nilüfer           |
| 5  | Karyna Denysova     | S     | 28 dicembre 1997  | Severodončanka    |
| 8  | Anastasija Černucha | S     | 15 aprile 1995    | Chimik            |
| 9  | Julija Herasymova   | C     | 15 settembre 1989 | TED Ankara        |
| 11 | Anna Stepanjuk      | S     | 31 ottobre 1992   | Jakarta Pertamina |
| 12 | Alina Stepančuk     | L     | 1º ottobre 1991   | Chimik            |
| 13 | Olena Novgorodčenko | P     | 5 febbraio 1988   | Wisła Warszawa    |
| 14 | Chrystyna Niemtseva | L     | 15 giugno 1998    | Chimik            |
| 15 | Tetiana Yatskiv     | C     | 23 aprile 1998    | -                 |
| 16 | Nadija Kodola       | S     | 29 settembre 1988 | RC Cannes         |
| 17 | Svetlana Lydjaeva   | C     | 11 dicembre 1993  | Azərreyl          |
| 19 | Diana Karpec'       | C     | 6 agosto 1996     | Chimik            |